# F.A. Hayek
Friedrich August von Hayek (født 8. maj 1899 i Wien, død 23. marts 1992 i Freiburg) var en østrigsk-britisk politisk økonom og filosof, bedst kendt for sit forsvar for klassisk liberalisme og kapitalisme og sin modstand mod socialisme og kollektivisme i midten af 1900-tallet.
Sammen med Ludwig von Mises og Carl Menger betragtes han som en af de fremmeste fortalere for den økonomiske teori der almindeligvis kaldes for den østrigske skole. Udover sin politiske filosofi er han som økonom ikke mindst kendt for sin konjunkturteori (østrigsk konjunkturteori) og, på linje med Adam Smith, sin understregning af prisdannelsens og dermed markedsmekanismens afgørende rolle i at koordinere folks handlinger.
I 1974 modtog han sammen med den svenske økonom Gunnar Myrdal Nobelprisen i økonomi for "deres pionerarbejde indenfor pengepolitik og økonomiske fluktuationer, samt for deres analyse af afhængigheden mellem økonomiske, sociale og institutionelle fænomener." Et centralt element i Hayeks tilgang til konjunkturbevægelser er, at årsagen til økonomiske kriser er, at centralbankerne holder renten unaturligt lav i for lange perioder. Hayek mente, at han med denne tankegang i 1929 havde forudsagt depressionen. Andre har dog sat spørgsmålstegn herved og ment, at Hayek snarere blot refererede bekymringer fra amerikanske økonomer, især personer tilknyttet Harvard University.
Fra 1930'erne trådte Hayeks økonomiske tanker i stigende grad i baggrunden af den økonomiske debat. I perioden efter 2. verdenskrig faldt hans arbejde derfor mindre indenfor økonomi og i højere grad indenfor politisk filosofi.
Hayeks arbejde har dog løbende været til inspiration for såvel intellektuelle som politikere. Således fortæller en anekdote, at Margaret Thatcher smed hans værk The Constitution of Liberty på bordet til et ledelsesmøde i Conservative Party og erklærede "This is what we believe" – "Dette er hvad vi tror på".

## Idéer
Hayek var en ledende kritiker af socialismen og kommunismen i 1900-tallet. Hayek mente, at en hvilken som helst form for kollektivisme ikke kunne undgå at føre til andet end centralisering af magten omkring en enkelt person eller en lille elite. I sin økonomiske teori byggede Hayek videre på ideer fra andre østrigske økonomer, herunder Ludwig von Mises arbejde under kalkulationsdebatten.
I Vejen til Trældom og i efterfølgende værker påstod Hayek, at en væsentlig forudsætning for et socialistisk samfund er en centralt planlagt økonomi og at planøkonomi altid vil føre til totalitarisme. Dette skyldes ifølge Hayek, at det statslige bureaukrati i et socialistisk samfund vil være nødt til at have ret til at ekspropriere ejendom og udøve tvang mod befolkningen. Ligeledes forudsætter en planøkonomi ifølge Hayek, at de statslige myndigheder, der planlægger produktionen, har et tilstrækkeligt informationsgrundlag at planlægge ud fra. Det er ifølge Hayek en umulighed: Viden og information er decentrale af natur. Staten kan ifølge Hayek umuligt vide alt og derfor heller ikke planlægge produktionen hensigtsmæssigt og foretage hensigtsmæssig omfordeling af ressourcer. For Hayek kunne der kun være en metode for effektiv udveksling af ressourcer: Det frie markeds prismekanisme.
I The Use of Knowledge in Society argumenterede Hayek således for at prismekanismen – frem for at være et menneskeskabt værktøj – er et fænomen som synkroniserer menneskers viden om en given ressource eller ydelse således at alle borgere i et samfund via denne fælles og synkrone forståelse af hvad en ressource er værd (prisen) herigennem har mulighed for at tilpasse egne handlinger for at opnå egne mål. Prismekanismen skal derfor ses som et udslag af en såkaldt spontan orden der opstår, når mennesker handler og agerer sammen i et decentralt, forbrugsorienteret marked. Prismekanismen er sat ud af spil i planøkonomien. Da staten ifølge Hayek ikke kan effektivisere en økonomi, må den begrænses til alene at gøre hvad den er bedst til. Dette er ifølge Hayek at opretholde lov og orden.